# Bahnhof Berlin-Stresow
Der Bahnhof Berlin-Stresow ist ein Bahnhof im Ortsteil Spandau im Berliner Bezirk Spandau. Bis 1997 hatte er unter dem Namen Berlin-Spandau eine Funktion als Fernbahnhof. Diese ging dann auf einen neugebauten Bahnhof etwa einen Kilometer westlich über, der auch den Namen Berlin-Spandau erhielt. Die alte Station blieb als S-Bahnhof in Betrieb. Das 1846 gebaute klassizistische Empfangsgebäude ist erhalten geblieben und steht unter Denkmalschutz, wird aber nicht mehr öffentlich genutzt.

## Geschichte

### Spandau erhält Eisenbahnanschluss
Mit Betriebsaufnahme der Berlin-Hamburger Eisenbahn (BHE) 1846 wurde auch ein Bahnhof für die damals selbstständige Stadt Spandau am heutigen Ort des S-Bahnhofs Stresow eröffnet. Neben dem Bahnsteig errichtete die BHE nach Plänen ihres Direktors Friedrich Neuhaus ein großes zweigeschossiges Empfangsgebäude, das bis heute erhalten ist. Ursprünglich war vorgesehen, die Station westlich der Havel näher an der Stadt Spandau anzulegen. Spandau war aber gleichzeitig Festung und unterlag in seinem unmittelbaren Umfeld Baubeschränkungen durch das Militär, sodass der Bahnhof am östlichen Ufer der Havel angelegt werden musste.
Neben den durchgehenden Zügen zwischen Berlin und Hamburg wies der Fahrplan für 1852 auch schon ein sonntägliches Zugpaar für den Ausflugsverkehr von Berlin nach Spandau beziehungsweise Finkenkrug auf. Ab 1868 setzte die Direktion der Berlin-Hamburger Eisenbahn-Gesellschaft zwei werktägliche Zugpaare zwischen Berlin und Spandau ein, die morgens beziehungsweise abends verkehrten. Die Verbindung wurde in erster Linie für die in Berlin wohnenden Arbeiter der nach Spandau verlegten Artilleriewerkstatt eingerichtet. Ab 1880 setzte die Gesellschaft sogenannte Omnibuszüge aus kleinen Tenderlokomotiven mit einem oder zwei Personenwagen ein, täglich fuhren fünf Züge nach Spandau und vier Züge nach Berlin zurück. Nach der Inbetriebnahme der Berliner Stadtbahn 1882 nahm der Verkehr in Richtung Spandau weiter zu, der Anteil der Berliner Fahrgäste in Richtung Spandau war dabei deutlich höher als in der Gegenrichtung. Unter anderem erhielten die in Spandau tätigen Berliner einen Fahrgeldzuschuss. Der Ausflugsverkehr spielte indes eine ebenfalls nicht unwesentliche Rolle. Der Fahrgastandrang soll an Sonntagen teilweise so hoch gewesen sein, dass die Fahrgäste der 3./4. Klasse aus Platzmangel im Empfangsgebäude auch den Wartesaal für die Fahrgäste der 1./2. Klasse „überfluteten“.

### Erster Umbau der Bahnanlagen 1888–1892
Als die Berlin-Lehrter Eisenbahn 1871 ihren Bahnhof in Spandau westlich der Havel eröffnete, wurde zur Unterscheidung der beiden Bahnhöfe vom Hamburger Bahnhof und Lehrter Bahnhof gesprochen.
Nach der Verstaatlichung beider Bahnen wurden ihre Bahnhöfe zusammengelegt: der Hamburger Bahnhof wurde Personenbahnhof, der Lehrter Bahnhof übernahm den Güterverkehr beider Strecken. Entsprechend wurde auch mit den Bahngleisen zwischen Spandau und Berlin (Hamburg-Lehrter Bahn) verfahren.

### Großer Umbau 1905–1912
Beim großen Umbau der Spandauer Bahnanlagen erhielt der Eisenbahnbetrieb hier seine im Grundsatz bis heute gültige Struktur: Fernbahn, Vorortzüge (heute: S-Bahn) zur Berliner Stadtbahn und Güterverkehr erhielten getrennte Anlagen.
Die enorm wachsende Stadt Spandau (1889: 32.000 Einwohner; 1900: 65.000; 1910: 84.000), ihre Industrialisierung und der damit stetig steigende Verkehr machten den durchgreifenden Umbau der Spandauer Bahnanlagen notwendig.
Damit kein Schrankenübergang mehr nötig war, wurden die Bahngleise hochgelegt. Außerdem konnte durch den Ersatz der Eisenbahndrehbrücke über die Havel durch einen höheren festen Überbau die gegenseitige Behinderung von Schiffs- und Bahnverkehr aufgehoben werden. Zur weiteren Leistungssteigerung erhielten die bislang niveaugleichen Einfahrten des Bahnhofs von Berlin her wie auch aus Richtung Westen Brücken zur Einfädelungen der Strecken.

Bahnhof Spandau mit Endhaltestelle der Straßenbahn, um 1910

Der Personenbahnhof bekam drei Mittelbahnsteige. Die zwei äußeren, je 300 Meter langen Bahnsteige waren für den Fernverkehr der Stadt Spandau im Richtungsbetrieb jeweils nach Hamburg/Lehrte beziehungsweise Berlin bestimmt. Der stadtauswärtige Bahnsteig A hatte eine maximale Breite von 7,2 Metern, der weniger genutzte Bahnsteig C in Richtung Berlin eine Breite von 6,2 Metern. Der mittlere Bahnsteig B mit 11,2 Meter Breite und 200 Meter Länge war an die zweigleisige neue Spandauer Vorortbahn angeschlossen, auf der die Vorortzüge von und nach der Berliner Stadtbahn im Linienbetrieb verkehrten. Auf zwei weiteren Gleisen südlich neben den Personengleisen konnten Güterzüge die Bahnsteige umfahren. Die vergleichsweise geringe Breite der Fernbahnsteige war den örtlichen Gegebenheiten geschuldet. Nördlich der Gleise befand sich das zu erhaltende Empfangsgebäude, südlich der Bahnanlagen grenzte der Kasernenhof des Garde-Grenadier-Regiments Nr. 5 an. Die Bahnsteige waren über einen Personentunnel mit 2,5 Meter, 4 Meter und 2 Meter breiten Treppenabgängen mit dem Empfangsgebäude verbunden; der Vorortbahnsteig wies ferner einen separaten Treppenabgang am Westende auf. Die Bahnsteige waren mit einer einstieligen Konstruktion teilüberdacht. Für den Umbau musste die Lokstation für den Vorortverkehr und die Gebäude des Eilgut- und Ortsgüterverkehr abgetragen werden. Diese Aufgaben wie auch die Rangiertätigkeiten übernahm der 1909 eröffnete Verschiebebahnhof Wustermark.
Um den neuen Fernbahnhof von dem am Havel-Westufer ebenfalls neu entstandenen Vorortbahnhof Spandau West zu unterscheiden, erhielt er im August 1911 die Bezeichnung Spandau Hauptbahnhof.

### Die S-Bahn kommt

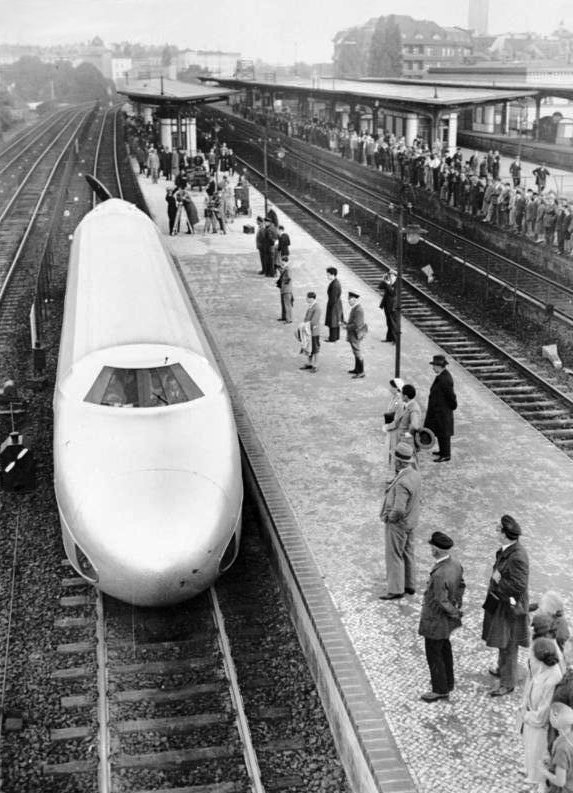
Besuch des Schienenzeppelins, 1931

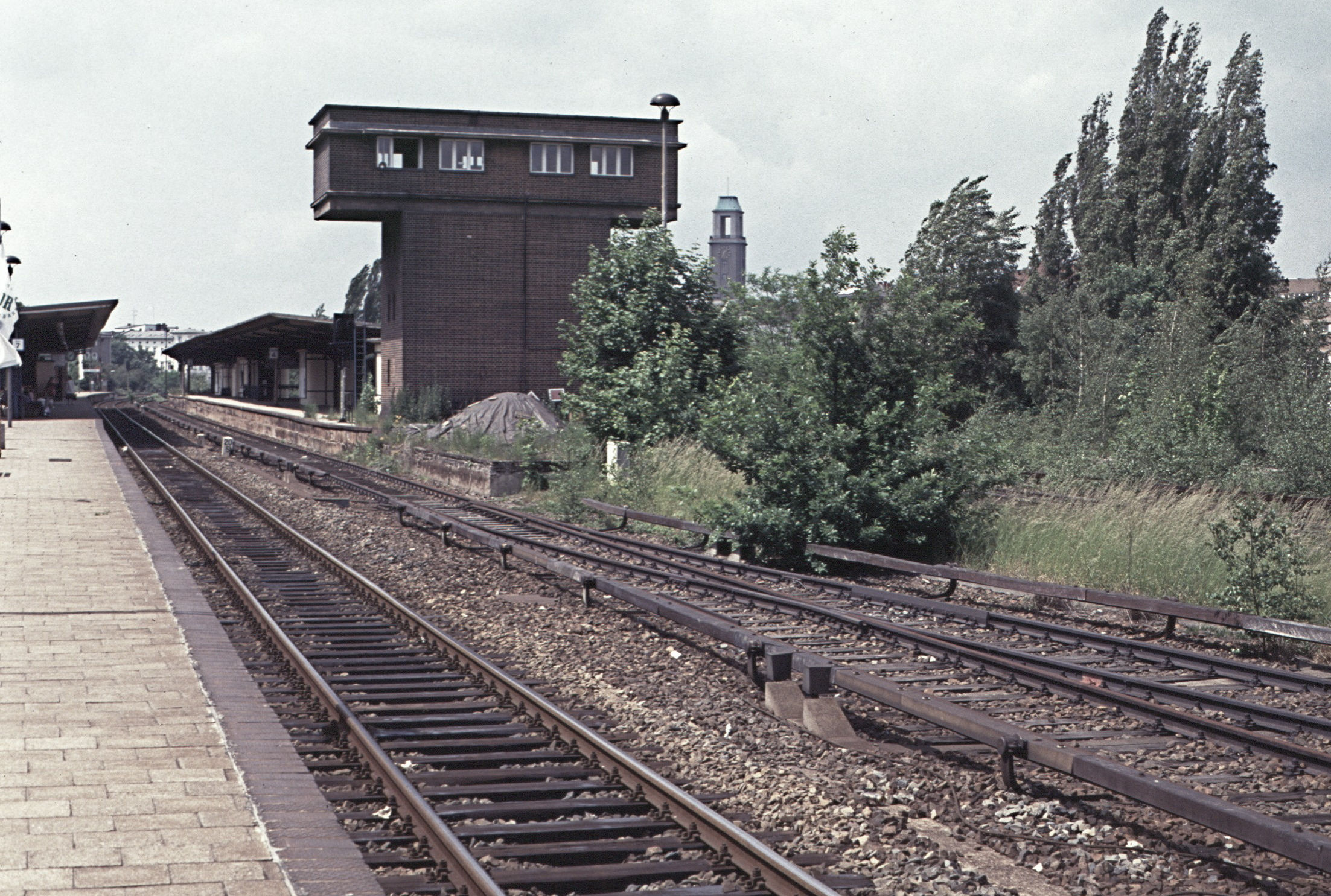
Stellwerk am Ostkopf des S-Bahnsteigs, 1991

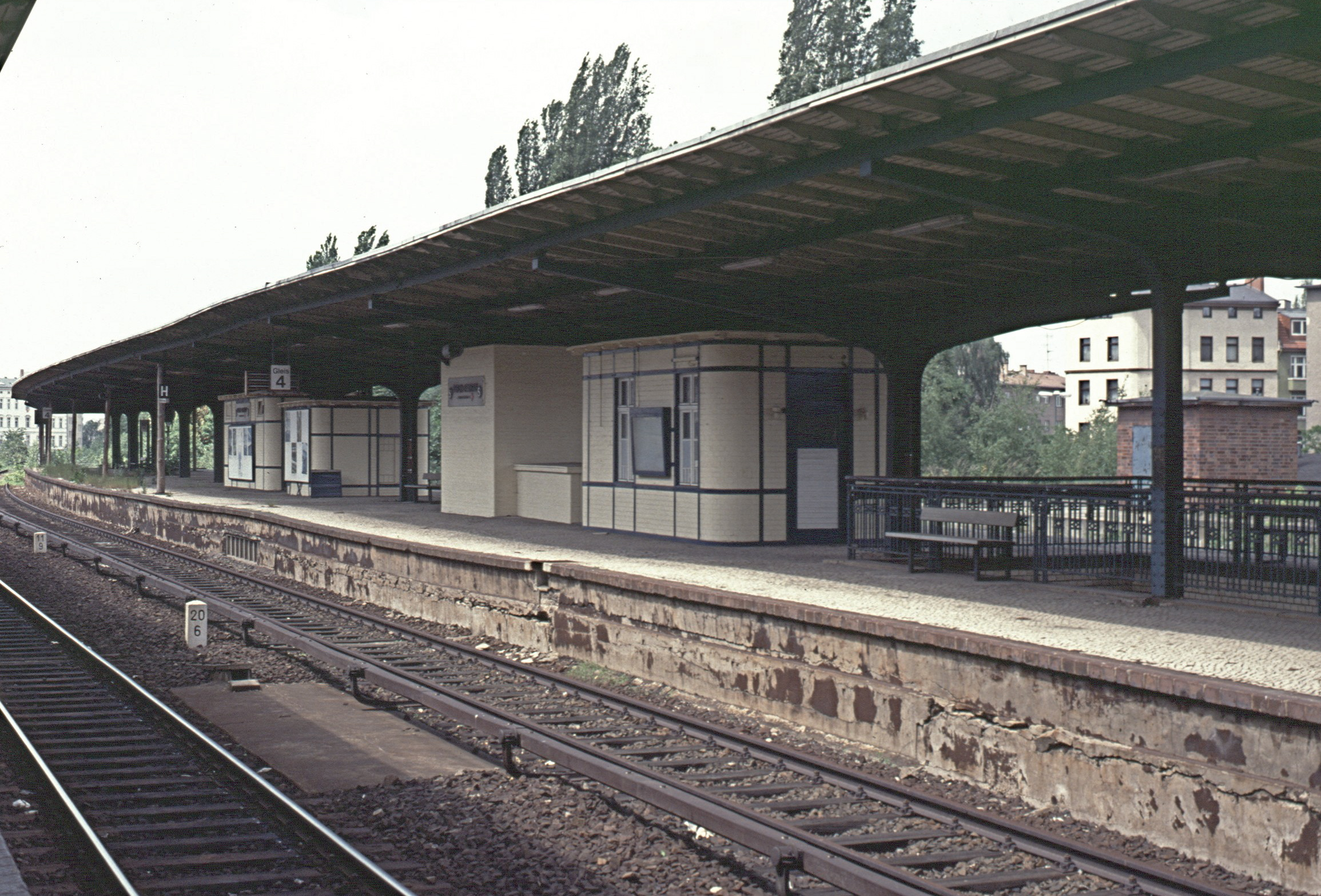
1991: Der im Jahr 1997 abgebrochene S-Bahnsteig

Am 23. August 1928 erreichte ein neues System auch Spandau – die S-Bahn fuhr nun alle zehn Minuten von der Berliner Stadtbahn bis nach Spandau-West und hatte dort Anschluss zum Dampfvorortverkehr vom Lehrter Bahnhof in Berlin.
Die Dampfvorortzüge erreichten Spandau ebenfalls im 10-Minuten-Takt und fuhren dann abwechselnd nach Nauen und Wustermark im 20-Minuten-Takt weiter. Die Arbeiten, diesen stark gewachsenen, gesamten Vorortverkehr ebenfalls auf elektrischen S-Bahn-Betrieb umzustellen, mussten wegen des Zweiten Weltkriegs eingestellt werden.
Nach der Eingemeindung der Stadt Spandau zu Berlin 1920 wurden mehrere Bahnhofsnamen erst später der neuen kommunalen Struktur angepasst: der Namenszusatz Hauptbahnhof wurde 1936 gestrichen und durch Berlin-Spandau ersetzt.
Zum Ende des Zweiten Weltkriegs kam auch die zuletzt nur noch zwischen Bahnhof Friedrichstraße und Spandau verkehrende S-Bahn zum Erliegen. In der Nacht zuvor, zum 24. April 1945, sprengten deutsche Truppen die Havelbrücke. Rund sechs Wochen später, am 9. Juni 1945 konnte der S-Bahn-Verkehr nach und nach wieder in Betrieb gehen. Da jedoch schwere Kriegsschäden vor allem an der Havelbrücke einen Betrieb der S-Bahn nach Spandau-West verhinderten, endeten die Züge vorerst am Bahnhof Spandau. Erst 1947 fuhren die elektrischen Bahnen wieder weiter über die Havel.
Zum 14. August 1951 konnte der S-Bahn-Verkehr nach Falkensee (Hamburger Bahn) und Staaken (Lehrter Bahn – Personenzuggleise) verlängert werden. Zwischen Spandau und Jungfernheide wurde am 28. August 1951 auf dem Personenzuggleis der Hamburg-Lehrter Bahn ebenfalls der S-Bahn-Verkehr eingerichtet. Infolgedessen entfielen die Vorortzüge vom Lehrter Bahnhof, der daraufhin stillgelegt wurde.

### Schließung des Fernbahnhofs 1952
Am 18. Mai 1952 schloss die Reichsbahn bis auf den Bahnhof Zoologischer Garten alle Fernbahnhöfe in den Westsektoren Berlins – auch den Bahnhof in Spandau. Den Vorortverkehr hatte man bereits 1951 an die S-Bahn-Endpunkte Staaken und Falkensee zurückgezogen und den Lehrter Bahnhof in Berlin im selben Jahr geschlossen. Zudem wurden die Interzonenzüge zunehmend auf den Kontrollbahnhof Griebnitzsee konzentriert.
Die Hamburger Fernzüge fuhren noch weiter – allerdings ohne Halt – über Spandau zur Berliner Stadtbahn; bis zu einer erfolgreichen Flucht mit einem Zug aus der DDR nach West-Berlin über die Hamburger Bahn in Albrechtshof am 5. Dezember 1961, wenige Monate nach dem Mauerbau. Ab dem nächsten Tag wurden auch diese Fernzüge zwischen der Berliner Stadtbahn und Nauen über den Kontrollbahnhof Griebnitzsee und Wannsee sowie den westlichen Berliner Außenring, umgeleitet. Lediglich die S-Bahn und der Güterverkehr Richtung Wustermark waren am Bahnhof Spandau verblieben.

### Transitverkehr ab 1976

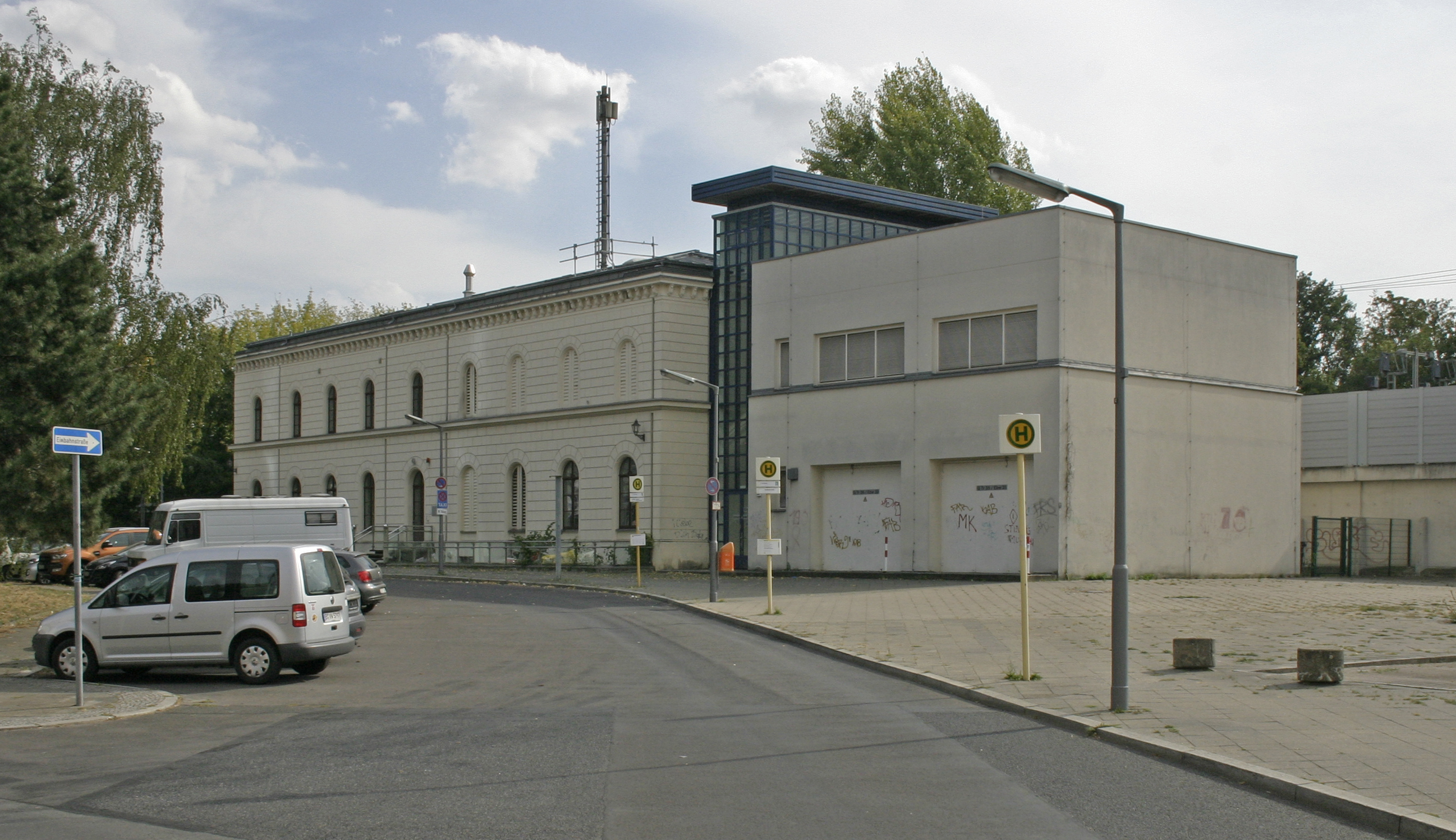
Ehemaliges Empfangsgebäude, Straßenseite, 2018

Erst ab 26. September 1976 hielten wieder Fernzüge, nachdem die Bundesregierung mit der DDR eine Beschleunigung des Reisezugverkehrs zwischen Berlin und Westdeutschland im Dezember 1975 vereinbart hatte. Für die Transitzüge nach Hamburg wurde der neue Kontrollbahnhof Staaken eingerichtet, sodass der zeitaufwendige Umweg über den Kontrollbahnhof Griebnitzsee entfallen konnte – und der südliche Fernbahnsteig in Spandau eine Sanierung erhielt. Der nördliche Fernbahnsteig wurde dagegen abgebaut. Das Empfangsgebäude von 1846 präsentierte sich außen renoviert und erhielt innen eine modernisierte Empfangshalle.
Den S-Bahn-Verkehr stellte die Reichsbahn nach dem Streik der Reichsbahner in West-Berlin am 17. September 1980 dagegen ein und ließ hier nur noch auf wenigen Strecken S-Bahnen fahren. Gleise und Bahnhöfe verrotteten zusehends.

### Neubau nach 1990
Mit dem Fall der Berliner Mauer und der deutschen Wiedervereinigung konnte der Bahnhof Spandau langsam an seine frühere Bedeutung anknüpfen. Ab dem 13. August 1990 verkehrten wieder Vorortzüge aus dem Havelland nach Spandau, die später Richtung Berlin zu den Bahnhöfen Charlottenburg, Jungfernheide bzw. Westkreuz weitergeführt wurden.
Der Fernverkehr mit Hamburg wurde gleichzeitig verdichtet. Schon ab 31. Mai 1992 verkehrte eine InterCity-Linie im Zwei-Stunden-Takt zwischen Berlin und Hamburg. Mit dem Fahrplanwechsel am 28. Mai 1995 konnten die Züge der Hamburger Bahn – nach Eröffnung des Lückenschlusses zwischen Spandau und Falkensee – wieder den regulären Weg Richtung Hamburg nehmen.
Auf der Lehrter Bahn wurden ab dem 2. Juni 1991 wieder direkte Fernzüge von Berlin Richtung Hannover eingelegt. Beim Ausbau der Lehrter Bahn zur ICE-Strecke Berlin–Hannover wurde im selben Jahr entschieden, den Bahnhof Spandau nach Westen, über die Havel, etwa an die Stelle des Bahnhofs Spandau West, zu verlegen.

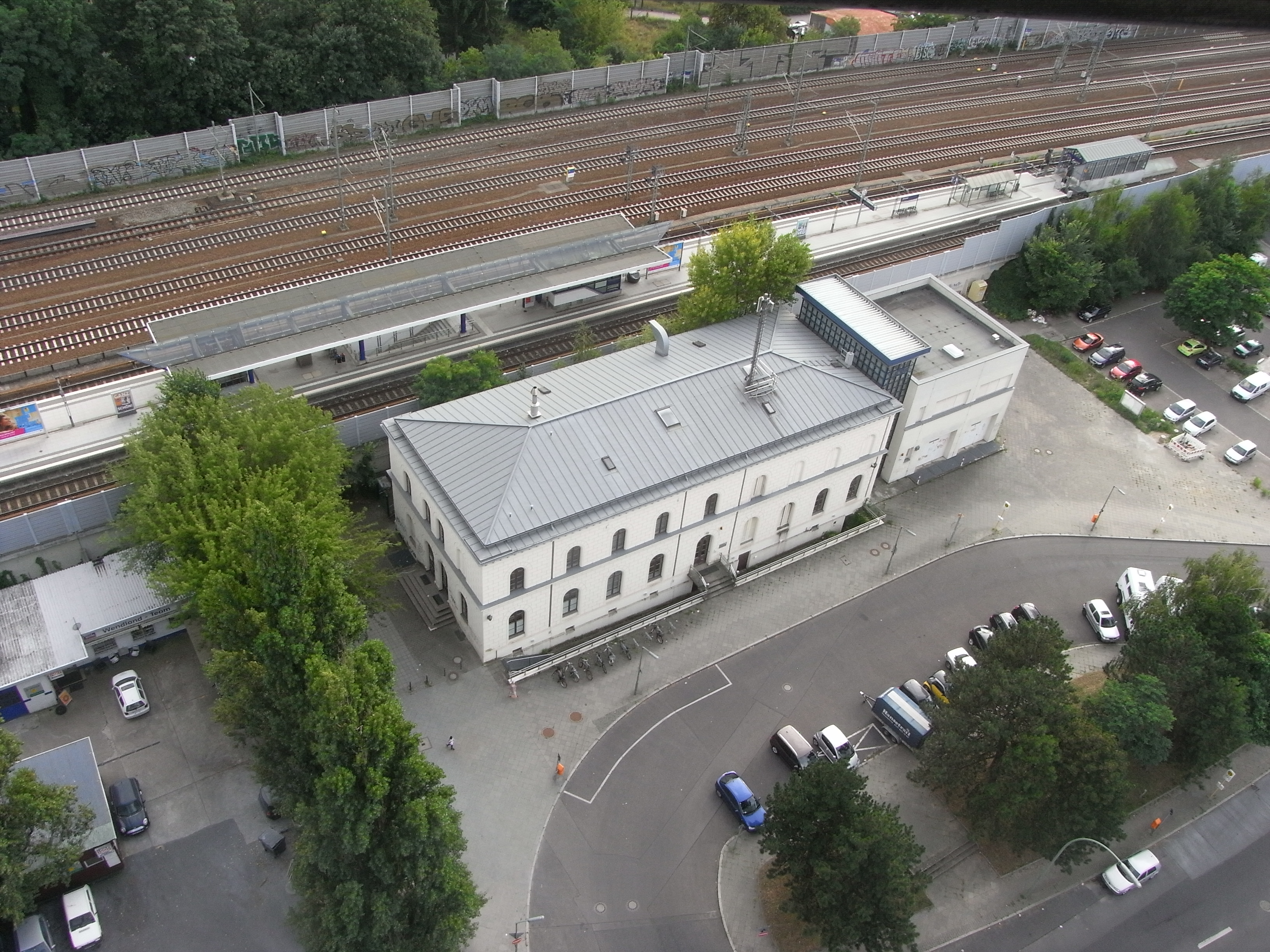
Draufsicht auf das Empfangsgebäude von 1846 mit dem modernen Anbau, 2014

Am 19. Mai 1997 wurde der „alte“ Bahnhof Berlin-Spandau geschlossen, danach die verbliebenen Bahnsteige abgeräumt und letztlich der Gleisplan aus der Zeit um 1910 beseitigt. Beim völligen Neubau der Bahnanlagen in Spandau wanderten die S-Bahn-Gleise der Spandauer Vorortbahn von der Mittellage zwischen den Ferngleisen an die nördliche Seite. Dort entstand ein neuer S-Bahnsteig für den S-Bahnhof Stresow mit Abgängen von der Bahnsteigmitte zum Bahnhofsvorplatz und vom westlichen Bahnsteigende zur Grenadierstraße. Das denkmalgeschützte Empfangsgebäude von 1846 blieb erhalten und wurde renoviert, wird allerdings nur noch für bahninterne Zwecke genutzt. Die Bahnanlagen wurden im Bereich des S-Bahnhofs Stresow mit hohen Lärmschutzwänden versehen, die eine erhebliche optische Beeinträchtigung bewirkten.
Der S-Bahnhof Stresow wurde am 30. Dezember 1998 eröffnet. Am selben Tag nahm die ab Pichelsberg verlängerte S-Bahn-Strecke von Westkreuz zum „neuen“ Bahnhof Berlin-Spandau ihren Betrieb auf.

## Anbindung
Neben den Linien S3 und S9 der Berliner S-Bahn bestehen an dem Haltepunkt Umsteigemöglichkeiten an das Omnibusnetz der BVG mit der Linie 130.
| Linie | Verlauf |
| ----- | --- |
|       | Spandau – Stresow – Pichelsberg – Olympiastadion – Heerstraße – Messe Süd – Westkreuz – Charlottenburg – Savignyplatz – Zoologischer Garten – Tiergarten – Bellevue – Hauptbahnhof – Friedrichstraße – Hackescher Markt – Alexanderplatz – Jannowitzbrücke – Ostbahnhof – Warschauer Straße – Ostkreuz – Rummelsburg – Betriebsbahnhof Rummelsburg – Karlshorst – Wuhlheide – Köpenick – Hirschgarten – Friedrichshagen – Rahnsdorf – Wilhelmshagen – Erkner                 |
|       | Spandau – Stresow – Pichelsberg – Olympiastadion – Heerstraße – Messe Süd – Westkreuz – Charlottenburg – Savignyplatz – Zoologischer Garten – Tiergarten – Bellevue – Hauptbahnhof – Friedrichstraße – Hackescher Markt – Alexanderplatz – Jannowitzbrücke – Ostbahnhof – Warschauer Straße – Treptower Park – Plänterwald – Baumschulenweg – Schöneweide – Johannisthal – Adlershof – Altglienicke – Grünbergallee – Schönefeld (bei Berlin) – Waßmannsdorf – Flughafen BER |